# Elezioni parlamentari in Finlandia del 1983
Le elezioni parlamentari in Finlandia del 1983 si tennero il 20 marzo per il rinnovo dell'Eduskunta. Esse hanno visto la vittoria del Partito Socialdemocratico Finlandese di Kalevi Sorsa, che è divenuto Ministro capo.

## Risultati
| Liste                                | Voti      | %     | Seggi |
| ------------------------------------ | --------- | ----- | ----- |
| Partito Socialdemocratico Finlandese | 795 953   | 26,71 | 57    |
| Partito di Coalizione Nazionale      | 659 078   | 22,12 | 44    |
| Partito di Centro Finlandese         | 525 207   | 17,63 | 38    |
| Lega Democratica Popolare Finlandese | 400 930   | 13,46 | 26    |
| Partito Rurale Finlandese            | 288 711   | 9,69  | 17    |
| Partito Popolare Svedese             | 137 423   | 4,61  | 10    |
| Lega Cristiana Finlandese            | 90 410    | 3,03  | 3     |
| Lega Verde                           | 43 794    | 1,47  | 2     |
| Altri                                | 38 228    | 1,28  | 3     |
| Totale                               | 2 979 694 | 100   | 200   |